# Windows Phone 8.1
Windows Phone 8.1 es la última y definitiva versión de Windows Phone 8, el sistema operativo móvil de Microsoft. Fue anunciada  el 2 de abril de 2014, en la conferencia Build para desarrolladores, y lanzada el 14 de abril del mismo año para desarrolladores y a lo largo de mayo y junio para el público en general. Todos los actuales modelos con Windows Phone 8 fueron actualizables gratuitamente a esta versión 8.1. Actualmente se considera descontinuado y no mantiene ningún tipo de soporte.
El 21 de enero de 2015, se presentó su sucesor, Windows 10 Mobile, con nuevas funcionalidades y mejor rendimiento. Algunos terminales podrán actualizarse a Windows 10 Mobile. Aunque finalmente, después de varios retrasos, los dispositivos que se pueden actualizar son menos de los prometidos por Microsoft.
Desde que se presentó Windows 10 Mobile al público, Windows Phone 8.1 fue la última versión de Windows Phone.

## Historia
Windows Phone 8.1 forma parte de la serie de actualizaciones Blue de Windows. En otoño de 2013 se lanzó Windows 8.1, para ordenadores, y desde entonces se esperaba la presentación de Windows Phone 8.1, el equivalente para teléfonos inteligentes. La nueva versión fue finalmente confirmada el 10 de febrero de 2014, con la filtración del lanzamiento del SDK para los desarrolladores más importantes. Desde ese día y hasta la presentación oficial se fueron filtrando poco a poco las novedades.

## Características
Windows Phone 8.1 trae una gran cantidad de novedades que ponen a Windows Phone al nivel de Android y de iOS.

### Cortana
Cortana es un asistente personal virtual similar a Google Now y a Siri. El nombre deriva de la serie de videojuegos Halo, una franquicia exclusiva de Windows y de Xbox. Cortana reconoce el lenguaje natural (sin necesidad de utilizar comandos concretos) y utiliza Bing, Yelp y Foursquare como bases de datos. Sustituye a la búsqueda integrada de Bing en Windows Phone 8 y se activa pulsando el botón de buscar (uno de los tres botones obligatorios en Windows Phone).
Se diferencia de Google Now y de Siri en que es el primer asistente virtual que incluye una "Libreta", donde Cortana guarda toda la información que tiene sobre ti, tus intereses y tus rutinas. De esa manera la información que el sistema tiene del usuario es fácilmente controlable, pudiendo borrar todo rastro nuestro o introducir a propósito nuestros gustos y demás para mejorar el servicio. También es el primer asistente que permite a los desarrolladores integrarse con él, permitiendo utilizar sus aplicaciones mediante la voz.
Entre las funciones de Cortana estarán establecer recordatorios, realizar búsquedas en Internet, contestar preguntas concretas, manejar Quiet Hours (horas en las cuales no queremos que nos molesten), buscar en todo el teléfono (Bing SmartSearch en Windows 8.1), etc.
Está disponible solo en inglés en beta en los Estados Unidos. Se espera que estará disponible en otros países en 2015. No obstante será posible utilizarla desde el principio en cualquier país únicamente cambiando la región del terminal.

### Web
Windows Phone 8.1 trae incluido Internet Explorer 11 como el explorador web por defecto, pudiéndose utilizar otros descargándolos desde la Tienda. Incluye soporte mejorado para OpenGL y para normal mapping. También hace posible una nueva aplicación de YouTube diseñada en HTML5 siguiendo las indicaciones de Google.

### Aplicaciones integradas
Microsoft ha incluido tres nuevas aplicaciones :
- Ahorro de batería permite analizar el uso de batería y establecer perfiles para consumir menos, como desactivar tareas en segundo plano para todas las aplicaciones menos WhatsApp, por ejemplo.
- Sensor de Almacenamiento permite a los usuarios mover aplicaciones y archivos entre la memoria interna y las tarjetas microSD, e incluye opciones antes presentes en Configuración para borrar archivos temporales o analizar el gasto de memoria.
- Sensor Wi-Fi conecta automáticamente el teléfono a puntos de acceso Wi-Fi válidos. Además utilizando esta aplicación podemos permitir a otros usuarios utilizar la Wi-Fi de nuestra casa sin compartir la contraseña.

También ha rediseñado completamente el calendario, incluyendo ahora también una vista de semana completa y el tiempo de cada día, de manera similar a como se ve en Outlook.com

### Multitarea
Se ha optimizado hasta un 100% la utilización de la memoria RAM en los terminales, eliminando el "Reanudando...". También se ha mejorado enormemente la vista de multitarea, a la que se accede manteniendo pulsado el botón atrás. De esta manera es posible cerrar aplicaciones deslizando hacia abajo en esa vista o con la X en la esquina, presente desde la Update 3 de Windows Phone 8. Además ahora el botón atrás no cierra las aplicaciones , sino que las deja suspendidas como hacen Android e iOS.

### Multimedia
Xbox Music y Xbox Video suministran servicios de streaming de música, películas y series de televisión, siendo ahora aplicaciones separadas en vez de una sola denominada Música+Vídeos. De esa manera las aplicaciones se podrán actualizar sin depender de actualizar el sistema operativo completo, sino a través de la Tienda.
Windows Phone 8.1 también añade soporte para controles de volumen por separado (tonos y notificaciones por un lado y multimedia por el otro), edición de audio y vídeo integrada acelerada por hardware (permitiendo aplicaciones como Flipagram), soporte para 3D,  soporte para mostrar la pantalla del teléfono en otra pantalla y muchas otras opciones.
La aplicación de cámara ha sufrido un rediseño copiando la interfaz de Windows 8.1, siendo ahora mucho más completa.

### Pantalla de inicio y Live Tiles
Se añade la opción de añadir una tercera fila de Live Tiles a la pantalla de inicio, una característica ya disponible para terminales con resolución 1080p y GDR3. Asimismo se incluye la posibilidad de establecer un fondo para la pantalla de inicio, mostrándose en los Live Tiles creando un efecto de ventanal.

### Pantalla de bloqueo
Windows Phone 8.1 añade la posibilidad de que terceras personas (como los fabricantes o los desarrolladores de aplicaciones) personalicen la pantalla de bloqueo con temas, cambiando su diseño y su comportamiento.

### Centro de Notificaciones
Se ha añadido al fin un centro de notificaciones denominado Action Center. Dentro del mismo existirán cuatro o cinco accesos directos para gestionar el terminal (apagar/encender conexiones, por ejemplo).

### Teclado Word Flow
Microsoft ha añadido una característica denominada Word Flow al teclado de Windows Phone. De esta manera podemos escribir deslizando los dedos por encima de las letras que componen cada palabra. Es una característica parecida al teclado Swype de Android, pero junto con la predicción de palabras ya presente en Windows Phone 8 ha conseguido ser el teclado más rápido de los sistemas operativos móviles, creando un Récord Guiness. Para ello se diseñó una prueba que llevaría a cabo un estudiante de 15 años utilizando para ello un Lumia 520 equipado con Windows Phone 8.1. Este estudiante batió el anterior récord que ostentaba el Samsung Galaxy S4 sacándole más de 8 segundos de ventaja.[cita requerida]

### Skype
Ahora es posible pasar de llamada de voz a videollamada con un solo botón directamente desde un botón durante la llamada. Cortana también puede iniciar llamadas de Skype. Actualmente Microsoft no da soporte de Skype en Windows Phone.

### Aplicaciones
Las aplicaciones diseñadas para Windows Phone 7 y Windows Phone 8 funcionan en Windows Phone 8.1. Las aplicaciones diseñadas para Windows Phone 8.1 no funcionan en versiones anteriores.
Microsoft ha creado también las denominadas aplicaciones universales, que funcionan en Windows Phone, Windows y Xbox One sin que el desarrollador haga grandes cambios en el código.

### Explorador de archivos
Se ha añadido el denominado File Picker, un explorador de archivos limitado pero que constituye una gran novedad respecto a Windows Phone 8. SkyDrive pasa a ser OneDrive y se soporta al fin USB OTG, con lo que se puede conectar un pendrive o un disco duro externo y utilizarlo desde el móvil.

### Otras mejoras
Windows Phone 8.1 añade soporte para VPN, Wi-Fi Direct y Bluetooth 4.0 (ya presente desde GDR3 en toda la gama Lumia).

## Hardware

### Fabricantes
Nokia / Microsoft, HTC, Lenovo, Samsung, LG, Xolo, Huawei, ZTE, Micromax, Prestigio, Gionee, JSR, Karbonn, Longcheer y Blu fabricarán teléfonos inteligentes con Windows Phone 8.1.

### Requisitos de hardware
Con Windows Phone 8.1 se han eliminado ciertos requisitos para permitir que más fabricantes comiencen su andadura con Windows Phone. De esta manera ya no es necesario que los dispositivos lleven los tres botones físicos de forma obligatoria, sino que los pueden llevar táctiles, integrados en la pantalla. Tampoco es necesario que incluyan un botón específico para la cámara.
| Requisitos mínimos de Windows Phone 8.1                                                     |
| ------------------------------------------------------------------------------------------- |
| Procesador Qualcomm Snapdragon S4 de doble núcleo o superior (hasta quad core)              |
| Mínimo 512 MB de RAM para teléfonos WVGA; mínimo 1 GB RAM para teléfonos 720p, WXGA o 1080p |
| Mínimo 4GB de memoria interna                                                               |
| GPS y A-GNSS mínimo; GLONASS depende de lo que decida el fabricante                         |
| Soporte para microUSB 2.0                                                                   |
| Jack estéreo de 3,5mm para auriculares con soporte para tres botones                        |
| Cámara trasera obligatoria, con autoenfoque y mínimo VGA (flash opcional)                   |
| Acelerómetro, sensores de proximidad y luz, motor de vibración                              |
| WiFi 802.11b/g y Bluetooth                                                                  |
| Hardware con soporte para DirecX                                                            |
| Pantalla multitáctil capacitiva (mínimo cuatro puntos)                                      |

## Dispositivos
| Marca y modelo      | Lanzamiento       | Procesador                                    | RAM           | Memoria interna | Pantalla                                       | Cámara(s)                                                                | Brújula | Giroscopio |
| ------------------- | ----------------- | --------------------------------------------- | ------------- | --------------- | ---------------------------------------------- | ------------------------------------------------------------------------ | ------- | ---------- |
| Nokia Lumia 530     | 2014 (julio)      | Quad-Core a 1.2 GHz (Qualcomm Snapdragon 200) | 512 MB        | 4 GB            | LCD de 4 pulgadas (854x480)                    | Trasera: 5 MP                                                            | Sí      | Sí         |
| Microsoft Lumia 535 | 2014 (noviembre)  | Quad-core 1.2 GHz (Qualcomm Snapdragon 200)   | 1 GB          | 8 GB            | IPS LCD de 5 pulgadas (960x540)                | Trasera: 5 MP Delantera: 5 MP                                            | Sí      | Sí         |
| Nokia Lumia 630     | 2014 (mayo)       | Quad-Core a 1.2 GHz (Qualcomm Snapdragon 400) | 512 MB        | 8 GB            | ClearBlack LCD IPS de 4.5 pulgadas (800x480)   | Trasera: 5 MP                                                            | Sí      | Sí         |
| Nokia Lumia 635     | 2014 (mayo)       | Quad-Core a 1,2Ghz (Qualcomm Snapdragon 400)  | 512 MB o 1 GB | 8 GB            | ClearBlack LCD IPS de 4.5 pulgadas (800x480)   | Trasera: 5 MP                                                            | Sí      | Sí         |
| Nokia Lumia 730     | 2014 (septiembre) | Quad-Core a 1,2Ghz (Qualcomm Snapdragon 400)  | 1 GB          | 8 GB            | ClearBlack, OLED de 4.7 pulgadas (1280 X 720)  | Trasera: 6.7 MP Delantera: 5 MP (HD)                                     | Sí      | Sí         |
| Nokia Lumia 830     | 2014 (septiembre) | Quad-Core a 1,2Ghz (Qualcomm Snapdragon 400)  | 1 GB          | 16 GB           | ClearBlack, IPS LCD de 5 pulgadas (1280 X 720) | Trasera: 10 MP (tecnología Carl Zeiss y Pureview) Delantera: 0.9 MP (HD) | Sí      | Sí         |
| Nokia Lumia 930     | 2014 (junio)      | Quad-Core a 2,2Ghz (Qualcomm Snapdragon 800)  | 2 GB          | 32 GB           | ClearBlack, OLED de 5 pulgadas (1920 X 1080)   | Trasera: 20 MP (tecnología Carl Zeiss y Pureview) Delantera: 1.3 MP (HD) | Sí      | Sí         |
| Microsoft Lumia 435 | 2015 (enero)      | Dual-Core a 1.2Ghz (Qualcomm Snapdragon 200)  | 1 GB          | 8 GB            | LCD de 4 pulgadas (800 X 480)                  | Trasera: 2 MP Delantera: 0.3 MP                                          | Sí      | Sí         |
| Microsoft Lumia 532 | 2015 (enero)      | Quad-Core a 1.2Ghz (Qualcomm Snapdragon 200)  | 1 GB          | 8 GB            | LCD de 4 pulgadas (800 X 480)                  | Trasera: 5 MP Delantera: 0.3 MP                                          | Sí      | Sí         |
| Nokia Lumia 520     | 2013 (febrero)    | dual-core 1 GHz                               | 512 MB        | 8 GB            | LCD de 4.0 pulgadas (480 x 800)                | Trasera: 5 MP                                                            | Sí      | Sí         |